# Konventionen om arbete i fiskenäringen
Konventionen om arbete i fiskenäringen (ILO:s konvention nr 188 om arbete i fiskenäringen, Work in Fishing Convention) är en konvention som antogs av Internationella arbetsorganisationen (ILO) den 14 juni 2007. Konventionen syftar till att tillförsäkra fiskare anständiga arbetsvillkor till havs.
I juli 2014 hade 5 av ILO:s 183 medlemsstater ratificerat konventionen, som ännu än trätt i kraft.